# HD 73155
HD 73155 (nota anche come C Velorum) è una stella gigante brillante arancione di magnitudine 4,99 situata nella costellazione delle Vele. La distanza è stimata sui 877 anni luce dal sistema solare.

## Osservazione
Si tratta di una stella situata nell'emisfero australe celeste. La sua posizione è fortemente australe e ciò comporta che la stella sia osservabile prevalentemente dall'emisfero sud, dove si presenta circumpolare anche da gran parte delle regioni temperate; dall'emisfero nord la sua visibilità è invece limitata alle regioni temperate inferiori e alla fascia tropicale. La sua magnitudine pari a 5, fa sì che possa essere scorta solo con un cielo sufficientemente libero dagli effetti dell'inquinamento luminoso.
Il periodo migliore per la sua osservazione nel cielo serale ricade nei mesi compresi fra dicembre e maggio; nell'emisfero sud è visibile anche all'inizio dell'inverno, grazie alla declinazione australe della stella, mentre nell'emisfero nord può essere osservata limitatamente durante i mesi della tarda estate boreale.

## Caratteristiche fisiche
La stella è una gigante brillante arancione di tipo spettrale K1.5II; possiede una massa 5 volte quella del Sole ed è oltre 1000 volte più luminosa. La sua magnitudine assoluta è di -2,16 e la sua velocità radiale positiva indica che la stella si sta allontanando dal sistema solare.